# Eptade d'Autun
Eptade d'Autun, ou saint Aptas, né à la fin du Ve siècle à Autun, et mort en 525, est un saint de l'Église catholique romaine, monétaire d'Autun, prêtre, ermite et moine, fondateur de l'abbaye de Cervon, qui sera placée sous son vocable. 

## Biographie
Né à Autun, dans une famille aisée, Eptade fut un monétaire d'Autun qui reçut une éducation religieuse de ses parents. Il fut instruit par un maître et devint un jeune homme cultivé avec un poste dans l'administration de la ville.
Quelque temps avant son mariage, il fut pris par une importante fièvre qui le laissa à demi mort. Il fit alors le serment à Dieu de lui consacrer sa vie s'il guérissait. Il devint prêtre et sa réputation de sainteté le prédisposait à l'épiscopat. Le roi Clovis essaya de le persuader d'accepter cette charge, ainsi que saint Flavien, évêque d'Autun, mais Eptade ne voulant pas des honneurs s'exila dans la forêt du côté de Corbigny, au lieu-dit Cervon (ce qui veut dire « montagne des cerfs »). C'est dans cette solitude qu'il vivait sa spiritualité, et à racheter les captifs dans les villes voisines. La réputation de ses vertus et de ses austérités se répandit dans toute la région et attira un nombre de disciples de plus en plus nombreux, ce qui l'ammena à bâtir un monastère. Le roi le nomma responsable de ses bonnes œuvres et lui confia d'importantes richesses.
Eptade d'Autun revenait tous les ans dans sa ville natale pour la fête de Saint-Symphorien.
Il fut le premier abbé de son abbaye, placé sous son vocable et qui sera transformée en collégiale au XIIe siècle.

## Invocation et patronage
C'est le patron des forgerons. Son nom serait d'origine grecque, avec l'orthographe Heptade, qui aurait donné Étoupe. C'est sûrement la raison pour laquelle il est invoqué pour se protéger des orages et de la foudre.

## Fondation
- Abbaye Saint-Eptade de Cervon